# Pat Scantlebury
Patricio Athelstan Scantlebury (11 de noviembre de 1917, Lago Gatún - 24 de mayo de 1991) fue un jugador de béisbol profesional de Panamá. Jugó durante una temporada en los Cincinnati Reds de las Grandes Ligas de Béisbol, aunque es principalmente conocido por su paso por las Ligas Negras. Hizo su debut en las Grandes Ligas a la edad de 38 años.

## Carrera
La carrera de Scantlebury comienza a los 26 años en 1944 en las Ligas Negras, cuando era considerado la primera estrella del béisbol profesional de Panamá en suelo extranjero. Fue miembro de los New York Cubans durante siete años, pasó 1951 y 1952 fuera del béisbol profesional, luego, a los 35 años, se unió al béisbol de ligas menores en 1953, donde lideró la Clase B Big State League en juegos ganados (24) y ponches (177). Al año siguiente, ganó 20 juegos combinados en clasificaciones superiores, incluidos 18 en la Liga de Texas Doble-A.
Se convirtió en miembro de la organización de Cincinnati cuando los Redlegs se afiliaron a los Havana Sugar Kings de la International League Triple-A en 1955. Ese año, Scantlebury ganó 13 juegos y registró un sólido promedio de rendimiento limpio de 1.90, lo que lo llevó a su ascenso a Cincinnati. Siguiente temporada. Hizo su debut en las Grandes Ligas el 19 de abril de 1956, a la edad de 38 años y 160 días. Dado un inicio contra los St. Louis Cardinals en Crosley Field en el segundo juego de la temporada regular de su club, trabajó cinco entradas completas, permitiendo cuatro carreras limpias y ocho hits, incluidos jonrones a Stan Musial y Bill Sarni. Partió sin out en la sexta y St. Louis por delante 5-3, pero Redlegs se recuperaría para ganar 10-9 en entradas extra. Cinco días después, contra los Cardinals en el Busch Stadium, abrió por segunda y última vez, trabajando cuatro entradas y permitiendo tres carreras con un jonrón de Ken Boyer; fueron suficientes para atribuir la derrota por 5-3 a Scantlebury, su única decisión en la MLB. Lanzó en otros cuatro juegos en relevo para los Redlegs de 1956 hasta agosto, y pasó parte del año con su filial de Seattle Rainiers en la Liga de la Costa del Pacífico de clasificación abierta.